# Kollegal
Kollegal là một thị xã của quận Chamarajanagar thuộc bang Karnataka, Ấn Độ.

## Địa lý
Kollegal có vị trí 12°09′B 77°07′Đ / 12,15°B 77,12°Đ Nó có độ cao trung bình là 588 mét (1929 feet).

## Nhân khẩu
Theo điều tra dân số năm 2001 của Ấn Độ, Kollegal có dân số 52.450 người. Phái nam chiếm 51% tổng số dân và phái nữ chiếm 49%. Kollegal có tỷ lệ 69% biết đọc biết viết, cao hơn tỷ lệ trung bình toàn quốc là 59,5%: tỷ lệ cho phái nam là 74%, và tỷ lệ cho phái nữ là 64%. Tại Kollegal, 10% dân số nhỏ hơn 6 tuổi.